# Irserbach
Der Irserbach oder Irsenbach ist ein linker Nebenfluss der Sieg im südlichen Nordrhein-Westfalen. Sein höchster Quellbach entspringt auf 285 m ü. NHN, er mündet in einer Höhe von 126 Metern.

## Rheinland-Pfalz
Das breite Quellgebiet des Irserbaches liegt in Rheinland-Pfalz nördlich der Wasserscheide des Westerwaldes, auf der die B 8 verläuft. Quellen entspringen bei Birnbach und Oberirsen-Marenbach, sie fließen in Oberirsen und Oberirsen-Rimbach dem Hauptbach zu.

## Nordrhein-Westfalen
In Irsen fließen dem Bach neben dem Kuchhausener Bach auch Wasser aus Ölsen zu. In Irsen steht mit der Mittelirser Mühle noch eine alte funktionsfähige Mühle, die durch einen abgezweigten Mühlengraben betrieben wird.
Ab Irsen bildet das Tal des Irser Baches die Grenze zwischen Rheinland-Pfalz und Nordrhein-Westfalen bis kurz vor dem Steinbruch Imhausen. Neben Zuflüssen aus Niederirsen und dem Kocherscheider Bach fließt in Ehrenhausen der Niederleuscheider Bach entlang der L 312 zu. Diese Landesstraße führt auch weiter das Tal des Irserbaches entlang. In Windeck-Imhausen, wo der Löschbach noch einfließt, mündet der Irserbach in die Sieg.

## Naturschutz
Weite Bereiche des Irserbaches wurden vor kurzem wieder freigelegt, renaturiert und mit heimisches Gehölzen bepflanzt.